# Jocs Olímpics d'Hivern de 2022
Els Jocs Olímpics d'Hivern de 2022, oficialment els XXIV Jocs Olímpics d'Hivern, van ser uns jocs esportius organitzats pel Comitè Olímpic Internacional del 4 al 20 de febrer del 2022 a Pequín, Xina. La seu dels jocs va ser triada el 31 de juliol del 2015 a la 127a sessió del COI a Kuala Lumpur.
Foren els primers Jocs Olímpics d'hivern celebrats a la Xina. A més, Pequín fou la primera ciutat a acollir tant els Jocs d'hivern com els d'estiu: es van fer servir quatre instal·lacions interiors construïdes expressament per als Jocs Olímpics d'Estiu de 2008.
Els Jocs del 2022 es veieren envoltats de controvèrsia i de boicots diplomàtics a causa del genocidi uigur i de l'estat dels drets humans a la Xina. Alguns estats hi enviaren esportistes però no pas autoritats.

## Procés de selecció
Inicialment va haver-hi moltes ciutats interessades en l'organització dels jocs, entre les quals la candidatura Barcelona-Pirineu, però al final, al 15 de novembre de 2013, el COI va anunciar que només es van presentar les següents sis candidatures:
- Kraków, Polònia
- Lviv, Ucraïna
- Estocolm, Suècia
- Oslo, Noruega
- Almaty, Kazakhstan
- Pequín, República Popular de la Xina

El 7 de juliol de 2013 es van anunciar que les precandidatures seleccionades eren Oslo, Almaty i Pequín, però a l'1 d'octubre del mateix any Oslo va retirar la seva candidatura a causa de la manca de suport polític.
El 31 de juliol de 2015 es va produir la votació final, que va atorgar l'organització a Pequín:
| Pequín | R.P. de la Xina | 44 |
| Almaty | Kazakhstan      | 40 |

## Els Jocs

### Esports
El programa olímpic incloïa 109 proves de 15 disciplines de set esports. Es van introduir set proves noves: big air freestyle masculí i femení, monobob femení, competicions per equips mixtos d'acroesquí, salt d'esquí i snowboard cross, i relleus mixtos en patinatge de velocitat sobre pista curta. En la llista inferior s'indica el nombre de proves de cada modalitat entre parèntesis.
- Acroesquí (13)
- Biatló (11)
- Bob (4)
- Combinada nòrdica (3)
- Cúrling (3)
- Esquí alpí (11)
- Esquí de fons (12)
- Hoquei sobre gel (2)
- Luge (4)
- Patinatge artístic (5)
- Patinatge de velocitat sobre pista curta (9)
- Patinatge de velocitat (14)
- Salt d'esquí (5)
- Surf de neu (11)
- Tobogan (2)

### Delegacions participants
| Delegacions participants |
| --- |
| - Albània (1) - Samoa Americana (1) - Andorra (5) - Argentina (6) - Armènia (6) - Austràlia (44) - Àustria (106) - Azerbaidjan (2) - Belarús (29) - Bèlgica (19) - Bolívia (2) - Bòsnia i Hercegovina (6) - Brasil (11) - Bulgària (16) - Canadà (215) - Xile (4) - R.P. de la Xina (170) - Colòmbia (3) - Croàcia (11) - Xipre (1) - Txèquia (13) - Dinamarca (62) - Timor Oriental (1) - Equador (1) - Eritrea (1) - Estònia (26) - Finlàndia (95) - França (86) - Geòrgia (9) - Alemanya (148) - Ghana (1) - Regne Unit (50) - Grècia (5) - Haití (1) - Hondures (3) - Hongria (14) - Islàndia (5) - Índia (1) - Iran (3) - Irlanda (6) - Israel (6) - Itàlia (118) - Jamaica (6) - Japó (124) - Kazakhstan (34) - Kosovo (2) - Kirguizstan (1) - Letònia (57) - Líban (3) - Liechtenstein (2) - Lituània (13) - Luxemburg (2) - Madagascar (2) - Malàisia (2) - Malta (1) - Mèxic (4) - Moldàvia (5) - Mònaco (3) - Mongòlia (2) - Montenegro (3) - Marroc (1) - Països Baixos (42) - Nova Zelanda (15) - Nigèria (1) - Macedònia del Nord (3) - Noruega (83) - Pakistan (1) - Perú (1) - Filipines (1) - Polònia (57) - Portugal (3) - Puerto Rico (2) - ROC (212) - Romania (21) - San Marino (2) - Aràbia Saudita (1) - Sèrbia (2) - Eslovàquia (50) - Eslovènia (43) - Corea del Sud (64) - Espanya (14) - Suècia (116) - Suïssa (168) - Xina Taipei (4) - Tailàndia (4) - Trinitat i Tobago (2) - Turquia (7) - Ucraïna (43) - Estats Units (222) - Uzbekistan (1) - Illes Verges Americanes (1) |

### Calendari
| CO | Cerimònia d'obertura | ● | Proves | 1 | Finals | GE | Gala d'exhibició | CC | Cerimònia de clausura |

| Febrer 2022                              | Febrer 2022                              | 2 Dc. | 3 Dj. | 4 Dv. | 5 Ds. | 6 Dg. | 7 Dl. | 8 Dt. | 9 Dc. | 10 Dj. | 11 Dv. | 12 Ds. | 13 Dg. | 14 Dl. | 15 Dt. | 16 Dc. | 17 Dj. | 18 Dv. | 19 Ds. | 20 Dg. | Finals          |
| ---------------------------------------- | ---------------------------------------- | ----- | ----- | ----- | ----- | ----- | ----- | ----- | ----- | ------ | ------ | ------ | ------ | ------ | ------ | ------ | ------ | ------ | ------ | ------ | --------------- |
| Cerimònies                               | Cerimònies                               |       |       | CO    |       |       |       |       |       |        |        |        |        |        |        |        |        |        |        | CC     | N/D             |
| Acroesquí                                | Acroesquí                                |       | ●     |       | 1     | 1     | ●     | 1     | 1     | 1      |        |        | ●      | 2      | 1      | 1      | 1      | 2      | 1      |        | 13              |
| Biatló                                   | Biatló                                   |       |       |       | 1     |       | 1     | 1     |       |        | 1      | 1      | 2      |        | 1      | 1      |        | 1      | 1      |        | 11              |
| Bobsleigh                                | Bobsleigh                                |       |       |       |       |       |       |       |       |        |        |        | ●      | 1      | 1      |        |        | ●      | 1      | 1      | 4               |
| Combinada nòrdica                        | Combinada nòrdica                        |       |       |       |       |       |       |       | 1     |        |        |        |        |        | 1      |        | 1      |        |        |        | 3               |
| Cúrling                                  | Cúrling                                  | ●     | ●     | ●     | ●     | ●     | ●     | 1     | ●     | ●      | ●      | ●      | ●      | ●      | ●      | ●      | ●      | ●      | 1      | 1      | 3               |
| Esquí alpí                               | Esquí alpí                               |       |       |       |       | 1     | 1     | 1     | 1     | 1      | 1      |        | 1      |        | 1      | 1      | 1      |        | 1      |        | 11              |
| Esquí de fons                            | Esquí de fons                            |       |       |       | 1     | 1     |       | 2     |       | 1      | 1      | 1      | 1      |        |        | 2      |        |        | 1      | 1      | 12              |
| Hoquei sobre gel                         | Hoquei sobre gel                         |       | ●     | ●     | ●     | ●     | ●     | ●     | ●     | ●      | ●      | ●      | ●      | ●      | ●      | ●      | 1      | ●      | ●      | 1      | 2               |
| Luge                                     | Luge                                     |       |       |       | ●     | 1     | ●     | 1     | 1     | 1      |        |        |        |        |        |        |        |        |        |        | 4               |
| Patinatge artístic                       | Patinatge artístic                       |       |       | ●     |       | ●     | 1     | ●     |       | 1      |        | ●      |        | 1      | ●      |        | 1      | ●      | 1      | EG     | 5               |
| Patinatge de velocitat sobre pista curta | Patinatge de velocitat sobre pista curta |       |       |       | 1     |       | 2     |       | 1     |        | 1      |        | 2      |        |        | 2      |        |        |        |        | 9               |
| Patinatge de velocitat                   | Patinatge de velocitat                   |       |       |       | 1     | 1     | 1     | 1     |       | 1      | 1      | 1      | 1      |        | 2      |        | 1      | 1      | 2      |        | 14              |
| Salt d'esquí                             | Salt d'esquí                             |       |       |       | 1     | 1     | 1     |       |       |        | ●      | 1      |        | 1      |        |        |        |        |        |        | 5               |
| Surf de neu                              | Surf de neu                              |       |       |       | ●     | 1     | 1     | 2     | 1     | 2      | 1      | 1      |        | ●      | 2      |        |        |        |        |        | 11              |
| Tobogan                                  | Tobogan                                  |       |       |       |       |       |       |       |       | ●      | 1      | 1      |        |        |        |        |        |        |        |        | 2               |
| Finals totals                            | Finals totals                            | 0     | 0     | 0     | 6     | 7     | 8     | 10    | 6     | 8      | 7      | 6      | 7      | 5      | 9      | 7      | 6      | 4      | 9      | 4      | 109             |
| Total acumulat                           | Total acumulat                           | 0     | 0     | 0     | 6     | 13    | 21    | 31    | 37    | 45     | 52     | 58     | 65     | 70     | 79     | 86     | 92     | 96     | 105    | 109    | 109             |
| Febrer 2022                              | Febrer 2022                              | 2 Dc. | 3 Dj. | 4 Dv. | 5 Ds. | 6 Dg. | 7 Dl. | 8 Dt. | 9 Dc. | 10 Dj. | 11 Dv. | 12 Ds. | 13 Dg. | 14 Dl. | 15 Dt. | 16 Dc. | 17 Dj. | 18 Dv. | 19 Ds. | 20 Dg. | Total de proves |